# Branle coupé
Le branle coupé est une famille de branles décrite par Thoinot Arbeau dans son Orchésographie (1589).
Les branles coupés sont « composés et entremêlés de doubles, de simples, de pieds en l'air, de pieds joints et sauts », écrit Arbeau. Ils sont agencés en suites de danses et les musiciens les appellent branles de Champagne coupés, branles de Hainaut, branles d'Avignon, etc.

## Descriptions
La suite de branles coupés décrite par Arbeau est constituée de Cassandre, Pinagay, Charlotte, la Guerre et Aridan. Ces danses sont susceptibles d'ornementations comme la plupart des autres branles.

### Cassandre
Phrase A : 4 mesures 4/4 — Phrase B : 2 mesures 4/4 + 1 mesure 2/4 + 1 mesure 4/4
- A mes. 1 (1-4) : double à gauche
- A mes. 2 (1-4) : double à droite
- A mes. 3-4 : idem mes. 1-2
- B mes. 1 (1-4) : double à gauche
- B mes. 2 (1-4) : double à droite
- B mes. 3 (1-2) : simple à gauche
- B mes. 4 (1-4) : double à droite

### Pinagay
Phrase A : 2 mes. 5/8 + 1 mes. 2/4 — Phrase B : 4 mes. 4/4
- A mes. 1 (1-4) : double à gauche

(5) : grève gauche (appelée aussi grue : pied en l'air)
- A mes. 2 (1-5) : idem mes. 1
- A mes. 3 (1) : grève droit

(2) : grève gauche
- B mes. 1 (1-4) : double à gauche
- B mes. 2 (1-4) : double à droite
- B mes. 3-4 : idem mes. 1-2

### Charlotte
Phrase A : 1 mes. 4/4 + 1 mes. 2/4 + 1 mes. 4/4 — Phrase B : 1 mes. 4/4 + 1 mes. 2/4 + 1 mes. 3/4 + 1 mes. 2/4 + 1 mes. 3/4 + 1 mes. 2/4 + 1 mes. 4/4
- A mes. 1 (1-4) : double à gauche
- A mes. 2 (1) : pied en l'air gauche

(2) : pied en l'air droit
- A mes. 3 (1-4) : double à droite
- A mes. 4-6 : idem mes. 1-3
- B mes. 1 (1-4) : double à gauche
- B mes. 2 (1) : pied en l'air gauche

(2) : pied en l'air droit
- B mes. 3 (1-2) : simple à droite

(3) : pied en l'air gauche
- B mes. 4 (1) : pied en l'air droit

(2) : pied en l'air gauche
- B mes. 5 (1-2) : simple à gauche

(3) : pied en l'air droit
- B mes. 6 (1) : pied en l'air gauche

(2) : pied en l'air droit
- B mes. 7 (1-4) : double à droite

### La Guerre
Phrase A : 3 mes. 4/4 — Phrase B : 4 mes. 4/4 (N.B. : les pas sont exécutés deux fois plus vite)
- A mes. 1 (1-4) : double à gauche
- A mes. 2 (1-4) : double à droite
- A mes. 3-8 : idem 3 fois mes. 1-2
- B mes. 1 (1-2) : double à gauche

(3-4) : double à droite
- B mes. 2 (1) : simple à gauche

(2) : simple à droite
(3-4) : double à gauche
- B mes. 3 (1) : simple à droite

(2) : simple à gauche
(3-4) : double à droite
- B mes. 4 (1) : simple à gauche

(2) : grève gauche, grève droite
(3) : grève gauche, pieds joints
(4) : saut majeur avec cabriole

### Aridan
Phrase A : 1 mes. 4/4 + 1 mes. 3/4 — Phrase B : 1 mes. 6/4 + 1 mes. 4/4 — Phrase C : 1 mes. 4/4 + 1 mes. 2/4 + 2 mes. 4/4
- A mes. 1 (1-4) : double à gauche
- A mes. 2 (1) : pied en l'air gauche

(2) : pied en l'air droit
(3) : pied en l'air gauche
- A mes. 3-4 : idem mes. 1-2
- B mes. 1 (1-4) : double à gauche

(5-6) : simple à droite
- B mes. 2 (1-2) : simple à gauche

(3-4) : simple à droite
- C mes. 1 (1-4) : double à gauche
- C mes. 2 (1) : pied en l'air gauche

(2) : pied en l'air droit
- C mes. 3 (1-4) : double à droite
- C mes. 4 (1 &) : pied gauche à gauche, pied droit approché

(2 &) : pied gauche à gauche, grève droite
(3 &) : pied droit à droite, pied gauche approché
(4) : grève droite